# Барлебен
Барлебен (нім. Barleben) — громада в Німеччині, розташована в землі Саксонія-Ангальт. Входить до складу району Берде.
Площа — 29,73 км2. Населення становить 9185 ос. (станом на 31 грудня 2021).